# Carterfone

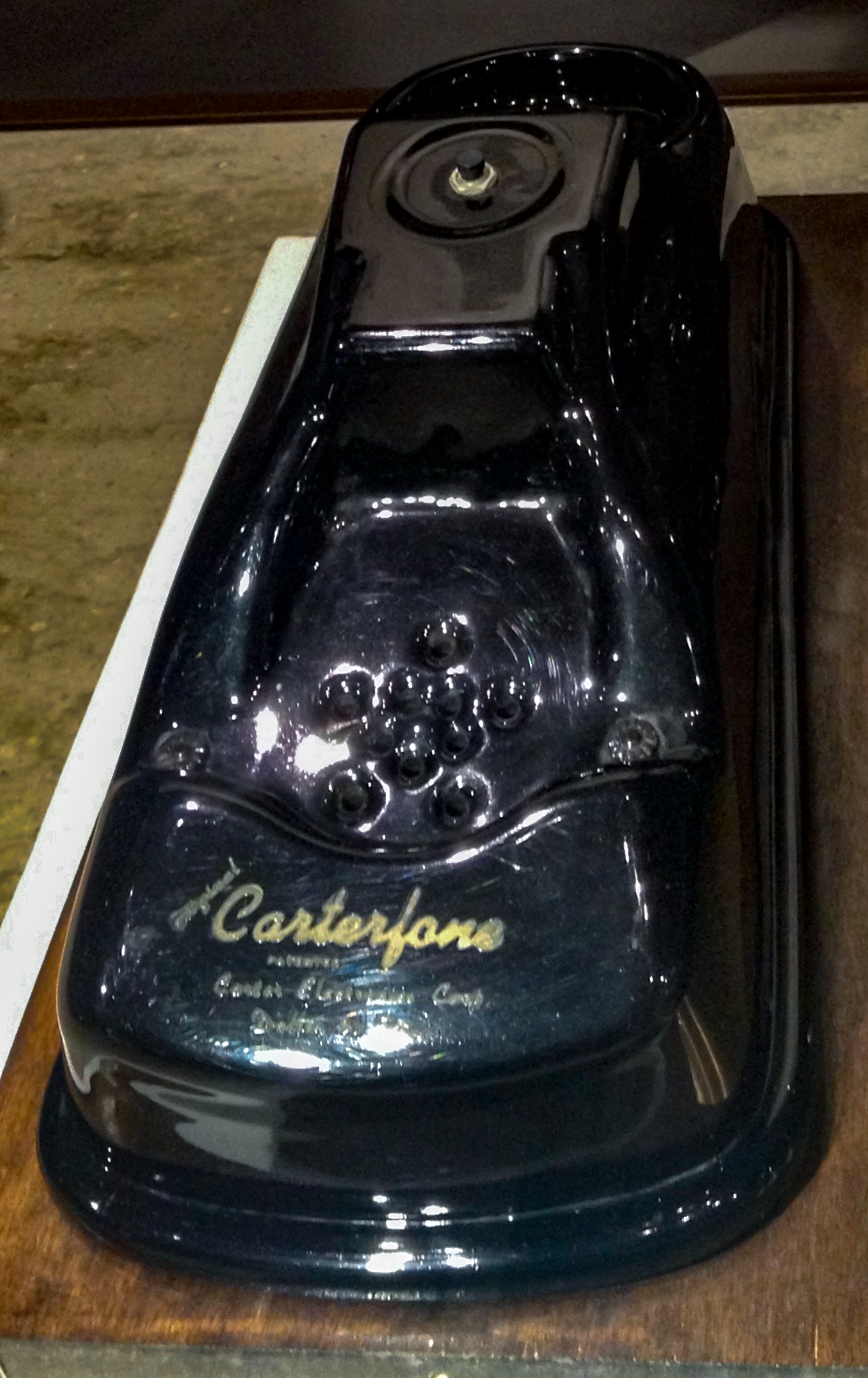
Carterfone original de 1959

Le Carterfone est un appareil inventé par Thomas Carter. Il permet de connecter manuellement un système de radio mobile émetteur-récepteur sur  le réseau téléphonique public commuté (RTPC), ce qui en fait un prédécesseur direct de l'autopatch (en) actuel.
L'appareil est relié acoustiquement, mais pas électriquement au réseau téléphonique public commuté. Il est relié électriquement à la station de base du système de radiocommunication mobile, et est alimenté par la station de base. 
Toutes les parties électriques sont encastrées dans de la bakélite, une des premières matières plastiques. 
Quand quelqu'un de la radio CB souhaite parler à quelqu'un au téléphone, ou "fixe", l'opérateur de la station de base compose le numéro de téléphone. Lorsque l'appelant à la radio et le destinataire téléphone sont à la fois en contact avec l'opérateur de la station de base, le combiné du téléphone est placé sur le berceau de l'appareil Carterfone. Un interrupteur à commande vocale  dans le Carterfone bascule automatiquement la radio sur l'émission  lorsque l'utilisateur du téléphone parle, quand il s'arrête, la radio revient en réception. Un haut-parleur est relié au Carterfone pour permettre à l'exploitant de la station de base de suivre la conversation, ajuster le volume de la voix, et de raccrocher le téléphone dès que la conversation a pris fin.

## Réglementation des communications
Ce dispositif a été impliqué dans une étape de la réglementation des télécommunications aux États-Unis. En 1968, la Federal Communications Commission a autorisé le Carterfone et d'autres dispositifs destinés à être directement connectés au réseau de l'AT&T, tant qu'ils ne causent pas de dommages au système. Cette décision (13 FCC2d 420) a créé la possibilité de vendre des appareils qui pouvaient se connecter à l'aide d'un système de coupleur protégé, et a ouvert le marché du matériel  appartenant au client. La décision est souvent appelée à "dispositif agréé", permettant à des innovations comme les répondeurs, les télécopieurs et les modems (qui ont d'abord utilisé le même type de coupleur acoustique manuel  que le Carterfone) de proliférer. 
En février 2007, une pétition a été déposée par Skype pour demander un décret à la FCC, demandant à la FCC d'appliquer au Carterfone  les règlements de l'industrie du sans fil - ce qui signifie que les manufacturiers, les portails et les autres seront en mesure d'offrir des appareils sans fil et des services sans les opérateurs cellulaire aient besoin d'approuver les appareils. Toutefois, le 1er avril 2008, le président de la FCC sous l'administration Bush a indiqué qu'il s'opposerait à la demande de Skype.
À partir de 2009, il y a un regain d'intérêt en raison du nouveau président choisi par l'administration Obama, et l'opposition aux pratiques d'enfermement propriétaire des vendeurs qui ont limité la liberté de choix des consommateurs dans les services voix et données.

### Sources
- (en) Cet article est partiellement ou en totalité issu de l’article de Wikipédia en anglais intitulé « Carterfone » (voir la liste des auteurs).